# Paragordius stylosus
Paragordius stylosus är en tagelmaskart som först beskrevs av Otto Friedrich Bernhard von Linstow 1883.  Paragordius stylosus ingår i släktet Paragordius och familjen Chordodidae. Inga underarter finns listade i Catalogue of Life.